# Armed & Dangerous (пісня King Von)
«Armed & Dangerous» — пісня американського репера King Von з його дебютного студійного альбому Welcome to O'Block, виданого 30 жовтня 2020 р. на лейблах Only the Family та Empire Distribution. Посіла 8-му сходинку Bubbling Under Hot 100.
Треки зі схожими назвами також мають Juice WRLD («Armed and Dangerous») та Pop Smoke («Armed n Dangerous»). Усі троє померли в молодому віці з 2019 по 2020 роки. 

## Опис
Вон читає реп із вишуканою технікою оповідування про переслідування поліцією через своє минуле. «Revolt» виділяє рядки: «Police steady watching me, every day they clocking me, red alert, armed and dangerous, I keep that Glock on me» та «cause I done did shit, them niggas ain't talking ‘bout no rapping beef».
Говорячи про період 2011-2014 років і про війну з ворогами, він також згадує Chief Keef, як той сприяв популярності O'Block і як приніс до війни з бандою Gangster Disciples увагу мейнстриму, як вислід підносячи дрил. Виконавець також розповідає про дядькову крекову залежність та як він помер, коли Вон був у в'язниці.

## Відеокліп
Репер розповів Uproxx, що він був творцем кожного свого кліпу, маючи достатньо фантазії, щоб писати сценарії для них, зокрема й для «Armed & Dangerous». На думку журналу «Respect», виконавець хотів показати піснею і кліпом, як уроки, отримані у в'язниці, сформували його світогляд, навіть коли він став успішним репером.
Прем'єра: 11 січня 2021 року. Режисер: Jerry Productions. Відео показує Вона в різних місцях: від його заміської домівки, де він займається типовими справами, починаючи з того, як він виносить сміттєвий бак на узбіччя, а ймовірний співробітник правоохоронних органів спостерігає за ним здалеку, вбачаючи в ньому загрозу; до тюрми, де він у помаранчевому комбінезоні читає реп своєму співкамерникові та грає в баскетбол на майданчику разом з іншими ув'язненими.
Кліп менш ніж за добу набрав понад 1,7 млн переглядів на YouTube. Ідея Вона, як свідчить його останній твіт, полягала в тому, щоб випустити кліп 6 листопада 2020 року. Через його загибель того ж дня відео оприлюднили як другий посмертний кліп виконавця та з альбому лише після прем'єри відео «Wayne's Story».

## Сертифікації
| Регіон                                                      | Сертифікація | Продажі   |
| ----------------------------------------------------------- | ------------ | --------- |
| США (RIAA)                                                  | Платиновий   | 1 000 000 |
| продажі+прослуховування, що базуються лише на сертифікаціях |              |           |